# Алісівка (Харківський район)
А́лісівка — село в Україні, у Дергачівській міській громаді Харківського району Харківської області. Населення становить 39 осіб. До 2020 орган місцевого самоврядування — Проходівська сільська рада.

## Географія
Село Алісівка знаходиться на початку балки Травянка, за 3 км від кордону з Росією, на відстані 1 км розташоване село Висока Яруга, на відстані в 3 км — села Гоптівка і Кочубеївка. Поруч із селом проходить автомобільна дорога М27.

## Населення

### Мова
Розподіл населення за рідною мовою за даними перепису 2001 року:
| Мова            | Кількість | Відсоток |
| --------------- | --------- | -------- |
| російська       | 29        | 74.36%   |
| українська      | 9         | 23.08%   |
| інші/не вказали | 1         | 2.56%    |
| Усього          | 39        | 100%     |

## Історія
12 червня 2020 року, розпорядженням Кабінету Міністрів України № 725-р «Про визначення адміністративних центрів та затвердження територій територіальних громад Харківської області», увійшло до складу Дергачівської міської громади.
19 липня 2020 року, в результаті адміністративно-територіальної реформи та ліквідації Дергачівського району, село увійшло до складу Харківського району.

## Природоохоронні території
Великоярузький — ентомологічний заказник місцевого значення. Заповідна ділянка розміщена на схилах балок з фрагментами лугових степів і байрачних лісів. Місце розселення в межах порівняно невеликої території рідкісних для лісостепової зони угруповань степових, лугових, лісових і водних комах, у тому числі запилювачів кормових культур (люцерни, конюшини) та видів, занесених до Червоної книги України. Серед останніх є види, які пов'язані зі степовими (рофітоідес сірий), луговими (джміль волохатий, махаон) і лісовими (жук-олень, мнемозина) ценозів.